# Markieteria

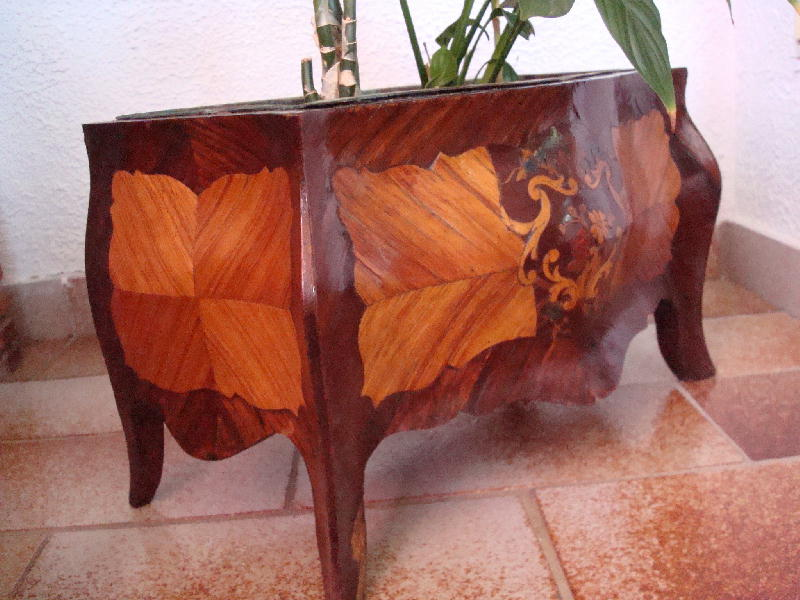
Żardiniera dekorowana markietażem

Markieteria lub markietaż – technika zdobnicza stosowana w rzemiośle artystycznym (meblarstwie i przy wytwarzaniu drobnych przedmiotów). Polega na układaniu na powierzchni zdobionego sprzętu (z drewna) wzorów złożonych z kawałków innego koloru drewna (często forniru), metalu, kości słoniowej, szylkretu, marmuru.
Nazwa markieteria pochodzi od francuskiego terminu marqueterrie, który od XVII wieku w krajach zachodniej Europy jest synonimem włoskiej nazwy intarsja.
Stosowanie zamiennie terminu intarsja i markieteria według innych źródeł nie jest całkiem prawidłowe.
Intarsja to technika dekoracji drewna drewnem innego gatunku i koloru, markieteria zaś wykorzystuje inne materiały, więc zbliżona jest bardziej do pojęcia inkrustacja. 
Technika ta była w Europie popularna w XVII i XVIII wieku, stosowana była do dekoracji luksusowych sprzętów do końca XVIII wieku. W meblarstwie w XIX wieku naśladowano zdobnictwo z poprzednich epok, ale w uboższej postaci.
W meblarstwie stosowana była głównie do dekoracji mebli skrzyniowych i stołów.
Mistrzem markieterii i wynalazcą jej odmiany był Francuz Charles André Boulle, nadworny ebenista Ludwika XIV. W tej technice używał mosiądzu, szylkretu, kości słoniowej, macicy perłowej. Wycinał identyczny wzór w płytkach z różnego materiału, następnie układał je na przemian. Otrzymywał powtarzający się ten sam motyw np. z szylkretu na tle mosiądzu i z mosiądzu na tle szylkretu. Inne zestawienie to heban z cyną. Meble wykonywane przez Boulle'a charakteryzowały się bogatym zdobnictwem, pięknymi okuciami, a styl rozpoczęty przez artystę nosi nazwę stylu boulle.